# Бергантино
Бергантино (итал. Bergantino) — коммуна в Италии, располагается в провинции Ровиго области Венеция.
Население составляет 2630 человек, плотность населения составляет 146 чел./км². Занимает площадь 18 км². Почтовый индекс — 45032. Телефонный код — 0425.
Покровителем коммуны почитается святой Георгий, празднование 23 апреля.

## Города-побратимы
- Мервиль (Франция, с 2000)[1]